# Балка Боутин
Балка Боутин — балка (річка) в Україні у Болградському районі Одеської області. Права притока річки Киргиж-Китаю (басейн Дунаю).

## Опис
Довжина балки приблизно 13,70 км, найкоротша відстань між витоком і гирлом — 12,16 км, коефіцієнт звивистості річки — 1,13. Формується декількома багатьма струмками та загатами. На деяких ділянках балка пересихає.

## Розташування
Бере початок на східній стороні від села Нові Трояни. Тече переважно на південний схід і на південній стороні від села Нова Іванівка на висоті 20,4 м над рівнем моря впадає в річку Киргиж-Китай.

## Цікаві факти
- На балці існують природні джерела[1].
- Від гирла балки на східній стороні на відстані приблизно 1,52 км пролягає автошлях[2] Т 1645 (колишній автомобільний шлях територіального значення в Одеській області. Проходив територією Тарутинського та Арцизького районів від перетину з Т 1644 через Виноградівку—Нову Іванівку до перетину з E87. Загальна довжина — 55,4 км).